# Abarim
Abarim (în ebraică הָעֲבָרִים, transliterat: Hā-Avārīm) este numele ebraic folosit în Biblie pentru un lanț muntos „de-a lungul Iordanului, înțeles ca la est de Valea Riftului Iordanului, adică în Transiordania⁠(<span title="Transiordan (regiune)|Transiordania la Wikidata">d), la est și sud-est de Marea Moartă, extinzându-se de la Muntele Nebo — cel mai înalt punct al său — în nord, probabil până la deșertul arab din sud.